# یانگ رایزینگ سانز
یانگ رایسینگ سونز (به انگلیسی: Young Rising Sons) یک گروهٔ موسیقی آمریکایی ایندی پاپ متشکل از اندی تانگرن (خواننده اصلی/گیتار)، جولیان دیماگیبا (بیس)، مکس لانتورنو (گیتار) و استیو پاتریک (طبل) می‌باشد که در سال ۲۰۱۰ شکل گرفت.